# Горловский химический завод
Горловский химический завод А\Я-3318 — ныне недействующий и заброшенный химический завод в городе Горловка.
Построен в 1930-х годах. В 70-х годах охраняли: батальон в/ч 3425ч, спецназ МВД СССР + рота в/ч 3425у.
На заводе производилась различная продукция, в том числе:
- взрывчатые вещества; топливо для ракет "меланж".
- моющие средства;
- смолы (эпоксидно–диановые, карбамидоформальдегидные, фенолформальдегидные);
- кислоты (алкинбензосульфокислота, серная регенирующая и др.)
- товары бытовой химии (автожидкости "Тосол А-40М", отбеливающее средство "Белизна", средство для мытья посуды "Афол", синтетическая моющая паста "Ландыш-М").

На территории предприятия находится 30 тонн тротила и почти 2,5 тысячи тонн ядовитых промышленных отходов.